# Аеродром Лисабон
Аеродром „Хумберто Делгадо” Лисабон (порт. Aeroporto Humberto Delgado de Lisboa) је међународни аеродром португалске престонице Лисабона, удаљен 7 km североисточно од града. Неслужбени назив Портела аеродром дугује оближњем предграђу.
Лисабонски аеродром је најпрометнија ваздушна лука Португалије - 2019. године кроз аеродром је прошло преко 31 милион путника. Поред тога, аеродром је важна тачка у авио-превозу између Европе и Бразила, као и Европе и западне Африке.
На аеродрому је седиште државног авио-превозника „ТАП” као и његове подружнице „ТАП Експрес”. Аеродром је такође чвориште за нискотарифне авио-превознике „Рајанер” и „Изиџет”, а ту је и авио-чвориште за авио-компаније „Нору”, „Џет Тајм” „Норвиџан ер шатл” и „ТУИ Флај Нордик”, а ту је и авио-база за „Азорес Ерлајнс”, „евроАтлантик Ерлајнс”, „Хај Флај”, „Орбест” и „Вајт Ервејс”.